# Tweede Kamerverkiezingen 1977/Kandidatenlijst/Partij van de Belastingbetalers
Dit is de kandidatenlijst voor de Tweede Kamerverkiezingen 1977 van de Partij van de Belastingbetalers. De partij deed alleen mee in kieskring X (Den Helder).

## De lijst
1. Henk Hofman - 201 stemmen

CDA · PvdA · VVD · PPR · CPN · D'66 · DS'70 · SGP · Boerenpartij · GPV · PSP · RKPN · DAC · Federatie Bejaardenpartijen Nederland · Partij van de Belastingbetalers · SP · NVU · Verbond tegen Ambtelijke Willekeur · Europese Conservatieve Unie · Lijst 18 (kieskring IX) · KENml · RPF · NMP · Lijst 22